# Beatriz Pereira de Alvim
D. Beatriz Pereira de Alvim (1380 – Lisboa, 1414 ou entre 1403 e 1409) foi uma nobre portuguesa, única filha do casamento entre D. Nuno Álvares Pereira, Condestável de Portugal e D. Leonor de Alvim que chegou à idade adulta, teve dois irmãos que morreram novos. Como tal tornou-se a herdeira do seu pai que, além de Conde de Arraiolos, de Barcelos e de Ourém, detinha uma das maiores fortunas de toda a Península Ibérica.

## Vida
Nasceu no Minho, onde viviam os pais. A mãe tinha propriedades na região de Cabeceiras de Basto que tinha herdado.
Beatriz esteve sempre ao cuidado da mãe até cerca dos oito anos. O pai estava ocupado na guerra.
Tendo ficado orfã de mãe em 1388, ficou aos cuidados da avó paterna, Iria do Carvalhal. Estas viveram em Évora, onde residia o condestável.

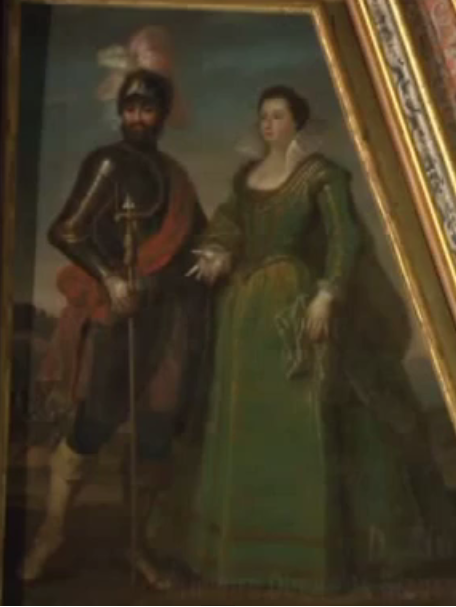
Gravura de D. Afonso I de Bragança e de D. Brites Alvim (Domenico Duprà, Paço Ducal de Vila Viçosa)

Em 1 de Novembro de 1401 Beatriz casou em Frielas com D. Afonso, filho ilegítimo do Rei D. João I e de Inês Pires Esteves e futuro Duque de Bragança. Este casamento irá dar origem à Casa de Bragança, a maior do Reino, e que se tornará Casa Reinante de Portugal em 1640.
Pelo casamento, tornou-se na condessa de Barcelos, tendo o título e os bens sido transmitidos pelo condestável ao genro. Isto foi validado pelo rei.
Nunca chegou a ser duquesa, pois o ducado de Bragança seria criado anos mais tarde. Morreu de parto.

## Matrimónio e descendência
Do seu casamento com Afonso nasceram os seguintes filhos:
- D. Afonso,[5] futuro 1.º Marquês de Valença, o primeiro a nascer;

- D. Isabel de Bragança, casada com João de Portugal, que foi a avó materna de Manuel I de Portugal e de Isabel I de Castela;

- D. Fernando,[5] futuro 2.º Duque de Bragança.

Não se conhece exatamente a data de nascimento do primeiro filho, mas sabe-se que Fernando terá nascido em 1403, sendo o mais novo e Isabel teria nascido em 1402.
Beatriz é a antepassada de diversos monarcas de Portugal e da Europa. Através da filha Isabel, Beatriz é a bisavó da rainha Leonor e do irmão desta, o rei Manuel, tal como da prima deles: Isabel I de Castela. Os descendentes de Manuel e da prima, a rainha Isabel, estão presentes em diversos países, sendo que em Portugal foram a Dinastia de Bragança e seus atuais descendentes.